# Golden Globe 1983
La 40ª edizione della cerimonia di premiazione dei Golden Globe si è tenuta il 29 gennaio 1983 al Beverly Hilton Hotel di Beverly Hills, California.
Lori Leonelli e Rhonda Shear sono state le Miss Golden Globe dell'edizione.

## Premi per il cinema
Vengono di seguito indicati in grassetto i vincitori. Ove ricorrente e disponibile, viene indicato il titolo in lingua italiana e quello in lingua originale tra parentesi.

### Miglior film drammatico
- E.T. l'extra-terrestre (E.T. the Extra-Terrestrial), regia di Steven Spielberg
- La scelta di Sophie (Sophie's Choice), regia di Alan J. Pakula
- Missing - Scomparso (Missing), regia di Costa-Gavras
- Ufficiale e gentiluomo (An Officer and a Gentleman), regia di Taylor Hackford
- Il verdetto (The Verdict), regia di Sidney Lumet

### Miglior film commedia o musicale
- Tootsie, regia di Sydney Pollack
- A cena con gli amici (Diner), regia di Barry Levinson
- L'ospite d'onore (My Favorite Year), regia di Richard Benjamin
- Il più bel Casino del Texas (The Best Little Whorehouse in Texas), regia di Colin Higgins
- Victor Victoria, regia di Blake Edwards

### Miglior regista
- Richard Attenborough - Gandhi
- Costa-Gavras - Missing - Scomparso (Missing)
- Sidney Lumet - Il verdetto (The verdict)
- Sydney Pollack - Tootsie
- Steven Spielberg - E.T. l'extra-terrestre (E.T. the Extra-Terrestrial)

### Miglior attore in un film drammatico
- Ben Kingsley - Gandhi
- Albert Finney - Spara alla luna (Shoot the Moon)
- Richard Gere - Ufficiale e gentiluomo (An Officer and a Gentleman)
- Jack Lemmon - Missing - Scomparso (Missing)
- Paul Newman - Il verdetto (The Verdict)

### Migliore attrice in un film drammatico
- Meryl Streep - La scelta di Sophie (Sophie's Choice)
- Diane Keaton - Spara alla luna (Shoot the Moon)
- Jessica Lange - Frances
- Sissy Spacek - Missing - Scomparso (Missing)
- Debra Winger - Ufficiale e gentiluomo (An Officer and a Gentleman)

### Miglior attore in un film commedia o musicale
- Dustin Hoffman - Tootsie
- Peter O'Toole - L'ospite d'onore (My Favorite Year)
- Al Pacino - Papà, sei una frana (Author! Author!)
- Robert Preston - Victor Victoria
- Henry Winkler - Night Shift - Turno di notte (Night Shift)

### Migliore attrice in un film commedia o musicale
- Julie Andrews - Victor Victoria
- Carol Burnett - Annie
- Sally Field - C'è... un fantasma tra noi due (Kiss Me Goodbye)
- Goldie Hawn - Amici come prima (Best Friends)
- Dolly Parton - Il più bel Casino del Texas (The Best Little Whorehouse in Texas)
- Aileen Quinn - Annie

### Miglior attore non protagonista
- Louis Gossett - Ufficiale e gentiluomo (An Officer and a Gentleman)
- Raúl Juliá - La tempesta (Tempest)
- David Keith - Ufficiale e gentiluomo (An Officer and a Gentleman)
- James Mason - Il verdetto (The Verdict)
- Jim Metzler - Un ragazzo chiamato Tex (Tex)

### Migliore attrice non protagonista
- Jessica Lange - Tootsie
- Cher - Jimmy Dean, Jimmy Dean (Come Back to the Five and Dime, Jimmy Dean, Jimmy Dean)
- Lainie Kazan - L'ospite d'onore (My Favorite Year)
- Kim Stanley - Frances
- Lesley Ann Warren - Victor Victoria

### Migliore attore debuttante
- Ben Kingsley - Gandhi
- David Keith - Ufficiale e gentiluomo (An Officer and a Gentleman)
- Kevin Kline - La scelta di Sophie (Sophie's Choice)
- Eddie Murphy - 48 ore (48 Hrs.)
- Henry Thomas - E.T. l'extra-terrestre (E.T. the Extra-Terrestrial)

### Migliore attrice debuttante
- Sandahl Bergman - Conan il barbaro (Conan the Barbarian)
- Lisa Blount - Ufficiale e gentiluomo (An Officer and a Gentleman)
- Katherine Healy - Niki (Six Weeks)
- Amy Madigan - Love Child (Love Child)
- Aileen Quinn - Annie
- Molly Ringwald  - La tempesta (Tempest)

### Migliore sceneggiatura
- John Briley - Gandhi
- Costa-Gavras e Donald Stewart - Missing - Scomparso (Missing)
- David Mamet - Il verdetto (The Verdict)
- Melissa Mathison - E.T. l'extra-terrestre (E.T. the Extra-Terrestrial)
- Murray Schisgal, Don McGuire e Larry Gelbart - Tootsie

### Migliore colonna sonora originale
- John Williams - E.T. l'extra-terrestre (E.T. the Extra-Terrestrial)
- Henry Mancini e Leslie Bricusse - Victor Victoria
- Dudley Moore - Niki (Six Weeks)
- Giorgio Moroder - Il bacio della pantera (Cat People)
- Vangelis - Blade Runner

### Migliore canzone originale
- Up Where We Belong, musica di Jack Nitzsche e Buffy Sainte-Marie e testo di Will Jennings - Ufficiale e gentiluomo (An Officer and a Gentleman)
- Eye of the Tiger, musica e testo di Jim Peterik e Frankie Sullivan III - Rocky III
- If We Were in Love, musica di John Williams, testo di Alan Bergman e Marilyn Bergman - Yes, Giorgio
- Making Love, musica di Burt Bacharach e Bruce Roberts, testo di Bruce Roberts e Carole Bayer Sager - Making Love
- Theme from Cat People, musica di Giorgio Moroder e testo di David Bowie - Il bacio della pantera (Cat People)

### Miglior film straniero
- Gandhi, regia di Richard Attenborough (Regno Unito)
- Fitzcarraldo, regia di Werner Herzog (Germania Ovest)
- La guerra del fuoco (La guerre du feu), regia di Jean-Jacques Annaud (Canada/Francia)
- La traviata, regia di Franco Zeffirelli (Italia)
- L'uomo del fiume nevoso (The Man from Snowy River), regia di George Miller (Australia)
- Yol, regia di Şerif Gören e Yilmaz Güney (Svizzera/Turchia)

## Premi per la televisione
Vengono di seguito indicati in grassetto i vincitori. Ove ricorrente e disponibile, viene indicato il titolo in lingua italiana e quello in lingua originale tra parentesi.

### Miglior serie drammatica
- Hill Street giorno e notte (Hill Street Blues)
- Cuore e batticuore (Hart to Hart)
- Dallas
- Dynasty
- Magnum, P.I.

### Miglior serie commedia o musicale
- Saranno famosi (Fame)
- Cin cin (Cheers)
- Con affetto, tuo Sidney (Love, Sidney)
- M*A*S*H
- Taxi

### Miglior mini-serie o film per la televisione
- Ritorno a Brideshead (Brideshead Revisited), regia di Charles Sturridge e Michael Lindsay-Hogg
- Una donna di nome Golda (A Woman Called Golda), regia di Alan Gibson
- Chiamami Einstein (Two of a Kind), regia di Roger Young
- Eleanor, First Lady of the World, regia di John Erman
- Incubo dietro le sbarre (In the Custody of Strangers), regia di Robert Greenwald

### Miglior attore in una serie drammatica
- John Forsythe - Dynasty
- Larry Hagman - Dallas
- Tom Selleck - Magnum, P.I.
- Daniel J. Travanti - Hill Street giorno e notte (Hill Street Blues)
- Robert Wagner - Cuore e batticuore (Hart to Hart)

### Miglior attore in una serie commedia o musicale
- Alan Alda - M*A*S*H
- Robert Guillaume - Benson
- Judd Hirsch - Taxi
- Bob Newhart - Bravo Dick (Newhart)
- Tony Randall - Con affetto, tuo Sidney (Love, Sidney)

### Miglior attore in una mini-serie o film per la televisione
- Anthony Andrews - Ritorno a Brideshead (Brideshead Revisited)
- Philip Anglim - The Elephant Man
- Robby Benson - Chiamami Einstein (Two of a Kind)
- Jeremy Irons - Ritorno a Brideshead (Brideshead Revisited)
- Sam Waterston - Oppenheimer

### Miglior attrice in una serie drammatica
- Joan Collins - Dynasty
- Linda Evans - Dynasty
- Stefanie Powers - Cuore e batticuore (Hart to Hart)
- Victoria Principal - Dallas
- Jane Wyman - Falcon Crest

### Miglior attrice in una serie commedia o musicale
- Debbie Allen - Saranno famosi (Fame)
- Eileen Brennan - Soldato Benjamin (Private Benjamin)
- Bonnie Franklin - Giorno per giorno (One Day at a Time)
- Rita Moreno - Dalle 9 alle 5, orario continuato (9 to 5)
- Isabel Sanford - I Jefferson (The Jeffersons)

### Miglior attrice in una mini-serie o film per la televisione
- Ingrid Bergman - Una donna di nome Golda (A Woman Called Golda)
- Carol Burnett - Life of the Party: The Story of Beatrice (Life of the Party: The Story of Beatrice)
- Lucy Gutteridge - Gloria Vanderbilt (Little Gloria... Happy at Last)
- Ann Jillian - Mae West
- Lee Remick - La lettera (The Letter)
- Jean Stapleton - Eleanor, First Lady of the World

### Miglior attore non protagonista in una serie
- Lionel Stander - Cuore e batticuore (Hart to Hart)
- Pat Harrington Jr. - Giorno per giorno (One Day at a Time)
- John Hillerman - Magnum, P.I.
- Lorenzo Lamas - Falcon Crest
- Anson Williams - Happy Days

### Miglior attrice non protagonista in una serie
- Shelley Long - Cin cin (Cheers)
- Valerie Bertinelli - Giorno per giorno (One Day at a Time)
- Marilu Henner - Taxi
- Beth Howland - Alice
- Carol Kane - Taxi
- Loretta Swit - M*A*S*H

## Premi onorari
- Golden Globe alla carriera: Laurence Olivier